# Californios (grupo étnico)

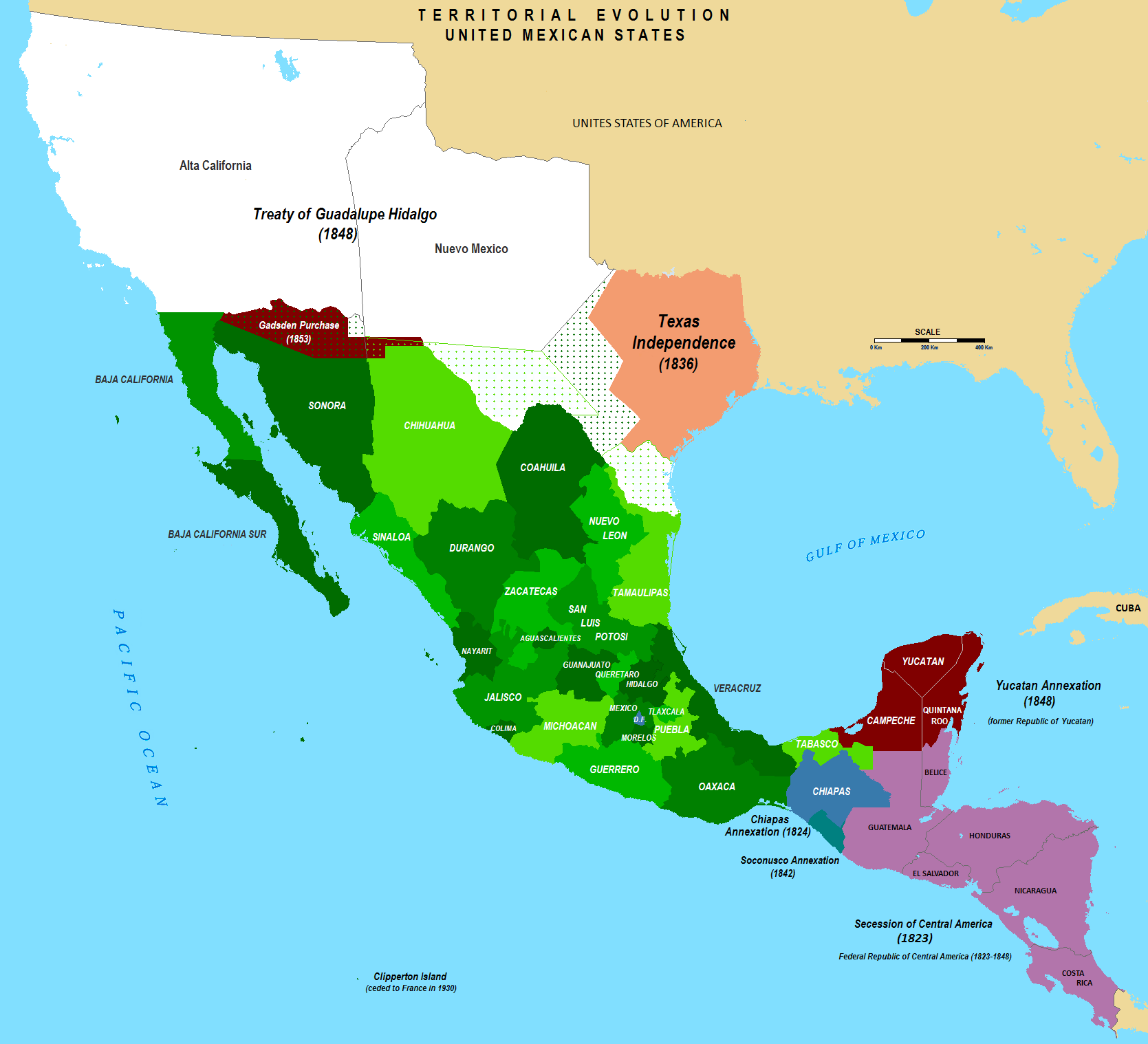
Evolución territorial de México desde 1821.

Californio es un término utilizado para identificar durante la época de la Monarquía Hispánica y los primeros 38 años de México como país independiente a los pobladores de la Alta California así como a los habitantes de la península de Baja California (llamada originariamente California y después Vieja y Baja California), territorio desde 1848 bajo dominio estadounidense tras su victoria en la Guerra de Intervención Estadounidense. Tras esta guerra de ocupación el término sigue empleándose como gentilicio de los habitantes de la península de Baja California, que siguió siendo mexicana. En Estados Unidos, el término californio se utiliza para referirse a los descendentes directos de los colonos españoles y mexicanos de los siglos XVII al XIX en la actual California; estos ya no forman un grupo social diferenciado, sino que fueron absorbidos o bien por la población angloparlante, o bien por los inmigrantes mexicanos posteriores. 
Entre los californios estaban los descendientes de colonos agrícolas y sus acompañantes en México. La mayoría eran de orígenes mixtos, por lo general mestizos (españoles y nativos americanos). Los españoles y, más tarde, los funcionarios mexicanos animaron a la gente de las provincias del norte y oeste de México, así como personas de otras partes de Hispanoamérica, en particular Perú y Chile, a establecerse en California, prometiéndoles otorgarles más adelante la ciudadanía mexicana.
Gran parte de la sociedad californiana vivía en ranchos o asentamientos agrícolas cerca de las muchas misiones religiosas españolas de la zona, que fueron estableciéndose entre los siglos XVIII y XIX. A principios del siglo XIX existían ya 21 misiones católicas a lo largo del Camino Real. California producía la mayor cantidad de cuero de vaca y sebo en América del Norte, lo que propulsó las exportaciones a través de buques mercantes de Boston y de buques puestos en San Diego, San Juan de Capistrano, San Pedro, Los Ángeles, San Buenaventura, Monterrey, San Diego y en la actual San Francisco.

## Primeros colonos
Los colonos agrícolas y familiares que fundaron las ciudades históricas de San José de Guadalupe y La Reina de Los Ángeles eran principalmente de la entonces provincia de Sonora y Sinaloa. Los reclutadores en México de la Expedición Fernando Rivera y Moncada, que fueron encargados de fundar una comunidad agrícola en Alta California, tuvieron dificultades persuadiendo a la gente a que emigrara a un aislado puesto de avanzada. La mayoría de los colonos fueron reclutados en zonas del noroeste de México.
La población inicial que fundó el Pueblo de Los Ángeles en 1781 fueron once familias, es decir, las familias de los colonos agrícolas, y 64 soldados que los escoltaban. En una sociedad de frontera, el origen étnico-racial era menos relevante que en otras zonas de México. El criterio importante era si se trataba de "gente de razón", término utilizado para distinguir a los pueblos que eran culturalmente hispanos (no vivían en las comunidades indígenas tradicionales y habían adoptado el catolicismo). También servía para diferenciar a los colonos mexicanos y a los californios de origen indio de los indígenas californios, que se consideraban pueblos bárbaros. El gobernador Pío Pico era descendiente de colonos y tenía ascendencia africana, indígena, española e italiana.
En el período comprendido entre 1850 y 1900, los descendientes de los colonos originales alimentaron el mito de que eran exclusivamente de origen español, lo que se debe en parte a su lucha contra las actitudes racistas de los inmigrantes anglo-americanos que llegarían a partir de la fiebre del oro de California. Esto puede ser visto además como los inicios de la lucha por un mayor reconocimiento en la nueva situación en que se encontraban pese a que todos los hispanos incluyendo españoles eran discriminados.

## La invasión de los Estados Unidos
El gobernador mexicano de California, Pío Pico, se vio obligado a abandonar a los californios al comienzo de la invasión de EE. UU., por lo que estos se vieron en la necesidad de organizar una milicia para su defensa. Al principio obtuvieron bastantes victorias como la del sitio de Los Ángeles el 30 de septiembre de 1846. Finalmente los californios fueron derrotados en enero de 1847 después de que EE. UU. mandase refuerzos por tierra desde Santa Fe. Los californios del sur firmaron el Tratado de Cahuenga, poniendo fin a las hostilidades en la región. Al año siguiente México firmó el Tratado de Guadalupe Hidalgo, que aceptaba la soberanía estadounidense sobre California, el 2 de febrero de 1848. 
Durante la década de 1840 los inmigrantes europeos y angloamericanos en la Alta California, la mayoría de ellos ilegales, ya se habían levantado contra el dominio mexicano. Entre ellos destacaba John Sutter, un terrateniente originario de Suiza y fundador de Nueva Helvetia, conocido actualmente como Sacramento. La revuelta contra el gobierno mexicano, que pretendió establecer la llamada República de California, fue dirigida por John Frémont, en un principio de forma independiente. Sacramento se hizo famosa en 1848 tras encontrarse oro en las orillas del río Americano, desatándose la llamada fiebre del oro de California.
Cuando miles de inmigrantes angloamericanos llegaron a las tierras conquistadas, aumentaron las tensiones entre los nuevos ocupantes y los californios, produciéndose quemas de ganado y cosechas, así como usurpaciones ilegales de tierras en las que incluso se permitían construir casas. Teóricamente las autoridades de EE. UU. reconocían a los californios todas sus propiedades, sin embargo para ello la prueba de carga recaía por un período de tiempo limitado en ellos, no en los intrusos, por lo que se promovía efectivamente la ocupación ilegal de tierras.

## Batallas históricas de la milicia california

### 1846
- Batalla del Rancho Domínguez, 9 de octubre. José Antonio Carrillo dirige a las fuerzas californias contra 350 marines estadounidenses cerca de Los Ángeles.  Retirada y derrota de las fuerzas norteamericanas.
- Batalla de San Pascual, 6 de diciembre. El general de caballería de EE. UU. Stephen Kearny es derrotado y herido en una breve escaramuza por la milicia californiana liderada por Andrés Pico al norte de San Diego.
- Matanza de Temecula, diciembre de 1846. Californios e indios cahuilla se unen en Temecula para derrotar a una partida de indios luisenos responsables de la matanza de once californios desarmados en Pauma.

### 1847
- Batalla del río San Gabriel, 8 de enero. Los 700 hombres de Kearny y Stockton derrotan a aproximadamente 160 lanceros californios cerca de Los Ángeles.
- Batalla de La Mesa, 9 de enero. Efectivos dirigidos por Kearny, Robert F. Stockton y John C. Frémont derrotan a los californios con ayuda de fuerzas de EE. UU. en Montebello, al este de Los Ángeles. Las operaciones militares terminarían el día 13, tras la firma del Tratado de Cahuenga.

## Final del mandato mexicano
Ya en la época de 1830 los californios se diferenciaban de los inmigrantes mexicanos del interior promulgando leyes excluyentes para otorgar concesiones de tierras tras la disolución de las órdenes religiosas que llevaban las misiones en 1834. Estas leyes favorecieron la parcelación de tierras de misión, que habían sido otorgadas a mexicanos e indios durante muchos años. Muchos mexicanos y los indios eran capaces de hacer valer sus derechos a las tierras de misión, pero no les dieron los papeles oficiales para documentar las reclamaciones.
Tras el descubrimiento de oro en 1848, el Congreso de los Estados Unidos creó una Junta de Comisionados de tierras para determinar la validez de los títulos de propiedad de tierras españolas y mexicanas en California. El senador de California, William M. Gwin presentó un proyecto aprobado por el Senado y la Cámara de Representantes que se convirtió en la Ley de 3 de marzo de 1851. Según esto a menos que los propietarios presentasen pruebas que apoyen su propiedad en dos años esta podía pasar automáticamente al dominio público.
Esta disposición era contraria a los artículos VIII y X del Tratado de Guadalupe Hidalgo, que garantizaban la plena protección de todos los derechos de propiedad a los ciudadanos mexicanos. La Comisión confirmó el tiempo de las 604 813 reivindicaciones menores que recibieron, pero el costo de litigio, las encuestas y los permisos obligaron a la mayoría de los grandes propietarios de tierras y ranchos californios a perder su propiedad. Esta tierra fue repartida a los colonos estadounidenses bajo la Ley Homestead de 1862. El Tratado protegía asimismo el derecho a la educación de los californios y sus descendientes.

## Californios después de la anexión por EE. UU.
La huella de los californios no ha desaparecido. Mucha gente en la zona conserva todavía una fuerte identificación con este grupo. Su historia como pueblo ha animado la lucha del movimiento chicano La Raza en EE. UU., que veía a la población california-mexicana como la originaria de este territorio obviando los reclamos de comunidades indígenas como miwok de la costa, ohlone, wintun, yokut, así como otras tribus nativas americanas que habitaron la región miles de años antes de la colonización europea.
Otros descendientes arguyen que bajo el periodo californio existió una sociedad sin tensiones étnicas entre mexicanos, indios, mestizos e inmigrantes de EE. UU. que se desarrolló durante más de 150 años comenzando por la fundación de Nuestra Señora de Loreto Conchó en 1697. Desde este punto de vista se consideran una agresión a su tierra, sus negocios y su sociedad, alumbrada bajo los ideales norteamericanos del Destino Manifiesto.

## Californios en la literatura
- Richard Henry Dana, Jr., recopiló aspectos del modo de vida y cultura californios durante su visita como marinero en 1834, que refleja en la obra Two Years Before the Mast.
- Joseph Chapman, empresario inmobiliario que fue el primer estadounidense residente en el antiguo Pueblo de Los Ángeles en 1831, describió el sur de la actual California como un paraíso sin desarrollar. Mencionó la civilización de colonos de habla hispana "californios", que según él florecía en los pueblos, las misiones y los ranchos.
- María Amparo Ruiz de Burton, en The Squatter and the Don, novela ambientada en la década de los 1880 en California, describe la imagen de una familia california rica luchando jurídicamente contra inmigrantes que ocupaban ilegalmente su tierra.[1] Esta novela se basaba en las disputas legales del general Mariano G. Vallejo, amigo de la autora, presentando claramente el proceso legal mediante el que los californios iban perdiendo sus tierras. Dicho proceso era largo (la mayoría de californios pasaron más de 15 años recurriendo en distintos juzgados), y su elevado coste hizo que muchos desistiesen quedando sin tierras. Asimismo los californios rechazaban pagar impuestos que gravasen la tenencia de tierra a las nuevas autoridades estadounidenses ya que el principio de pagar impuestos por la propiedad de las tierras no existía en la ley mexicana. En algunos casos los californios poseían pocos capitales disponibles porque su economía se basaba en buena parte en el intercambio de productos, por lo que frecuentemente perdían las tierras por su incapacidad de pagar estos impuestos.[2] Se vieron incapaces de competir económicamente con los inmigrantes europeos y angloamericanos que llegaron a la región con mayores cantidades de dinero en efectivo.

La novela Ramona (1884), escrita por Helen Hunt Jackson ofrece también un buen retrato de la cultura california.
El personaje de ficción de El Zorro llegó a ser el "californio" más destacado gracias a historietas, películas y la serie de televisión de la década de 1950 si bien los hechos históricos de aquella época a veces se pierden en la trama. Aunque en la realidad , Diego de la Vega era un imnigrante originario de Sinaloa que llegó al estado debido a la crisis económica de México de 1808.

## Identidad california hoy
Alexander V. King estimó que en EE. UU. existían entre 320 000 y 500 000 descendientes de californios en 2004.

## Californios destacados
- Abel Stearns.
- Andrés Pico.
- Antonio Lugo.
- Antonio María de la Guerra.
- Arcadia Bandini, cofundador de Santa Mónica (California).
- Benjamin Davis Wilson, también conocido como Don Benito Wilson.
- Bernardo Yorba, receptor de una importante concesión de tierras, de quien proviene el topónimo de Yorba Linda, California.
- Elena Verdugo.
- Eulalia Pérez de Guillén Mariné.
- Eulogio F. de Celis.
- Familia Berreyesa, colonizadores y terratenientes.
- Francisco Sepúlveda.
- Francisco Xavier Sepulveda.
- Joaquín Murieta, que inspiró parte de la versión ficticia de El Zorro.
- Jonathan Temple, ranchero de Long Beach.
- José Antonio Carrillo.
- José Antonio Estudillo.
- José Antonio Yorba, terrateniente.
- José Castro, general del ejército mexicano destacado en la Alta California.
- José de la Guerra y Noriega.
- José María Alviso, propietario del Rancho Milpitas y alcalde de San José.
- José María Estudillo.
- José María Flores.
- José María Pico.
- José María Verdugo, propietario del Rancho San Rafael y terrateniente.
- José Raimundo Carrillo.
- Juan Bandini.
- Juan Bautista de Anza.
- Juan José Sepúlveda.
- Juan Matías Sánchez, Juan Matías Sánchez Adobe, Rancho La Merced, Montebello, California.
- Leo Carrillo.
- Manuel Domínguez.
- Mariano Galupe Vallejo, de quien proviene el topónimo de Vallejo, California
- Myrtle González
- Pío Pico, último gobernador mexicano de la Alta California, después nombrado de Pico Rivera, California
- Robert Livermore, de quien proviene el topónimo de Livermore, California.
- Santiago Arguello.
- Santiago E. Arguello.
- Tiburcio Vázquez, bandido mexicano que, al igual que Murrieta, ayudó a la creación ficticia de El Zorro.
- Tomás Ávila Sánchez.
- William Edward Petty Hartnell, también conocido como Don Guillermo Arnel.

### Cultura, raza y etnia
- Hispánico
- Casta
- Peninsulares
- Mestizo
- Mulato
- Criollo
- Hispanoamericano
- Chicano

### Historia y gobierno
- Historia de California
- Comandancia General de las Provincias Internas
- Las Californias
- Alta California
- José Francisco Ortega